# 2015년 볼티모어 폭동
2015년 볼티모어 폭동은 2015년 4월 25일부터 5월 3일까지 일어난 미국 메릴랜드주 볼티모어의 폭동 사태이다. 25세 아프리카계 미국인 청년인 프레디 그레이가 경찰에게 구금되었다가 사망한 프레디 그레이 사망 사건에 대해 시민들이 항의하면서 일어났다. 처음에 그가 체포되었을 때에는 건강한 상태였으나 이후 척추와 후두부에 부상을 입은 채로 발견되었다. 4월 12일 혼수상태에 빠져 수 차례 수술을 받았으나 의식을 회복하지 못하고 일주일 후인 4월 19일 사망했다. 이 사건과 관련하여 6명의 경찰관이 용의자인 상태이다.
그레이의 죽음 이후 평화로운 시위가 시작되었지만 장례식 이후 시작된 시위는 폭력적으로 진행되어, 4월 28일에는 경찰관 20명 이상이 부상을 입고 최소 250명 이상이 체포되었다. 이후 볼티모어 도시 전역에 비상사태가 발령되었고 주방위군이 투입되었다.

## 그레이의 체포 및 사망
2012년 4월 12일 자전거로 순찰 중이던 네 명의 볼티모어 경찰이, 프레디 그레이가 경찰을 보고 도망치는 것을 보고 그를 체포했다. 연행 및 차로 이동되는 과정에서 중태에 빠진 그레이는 4월 19일 병원에서 숨을 거둔다.

## 시위의 확산
4월 18일 웨스턴 디스트릭트 경찰서 앞에서 시위가 벌어졌다.
4월 20일 소규모 비폭력 시위가 볼티모어 시청과 경찰 본부로 확산되었다. 볼티모어 선은 ‘그레이가 체포 당시 칼을 갖고 있었다’고 보도했다. 4월 21일 볼티모어 경찰이 체포 과정에 관여한 6명의 경찰 신원을 공개했다. 같은 날, 미 법무부가 수사에 착수했다. 4월 22일 앤서니 배츠 경찰국장이 그레이 유가족을 만나 위로하였다.
4월 23일 메릴랜드주 래리 호건 주지사가 주 경찰을 볼티모어로 출동시켰다.
4월 24일 볼티모어 경찰이 기자회견을 열어, 이송 당시 몸을 가누지 못하는 그레이에게 안전벨트를 채우지 않음으로써 몸을 고정해 주지 않았으며, 경찰서로 연행하는 중 2차례 정차했을 때 밴의 바닥에 쓰러져 호흡곤란을 호소하고 조치를 요구하는 그레이에게 족쇄를 채우고 다시 자리에 앉혔을 뿐, 용의자 응급조치에 대한 내부 지침을 전혀 준수하지 않았다는 과실이 있다고 밝혔다. 시위 규모가 확산되어 2,000여 명이 결집하였고, 34명이 체포되었다.
4월 26일 프레디 그레이의 장례 예배가 열렸고, 27일 영결식이 거행되었다.
4월 27일 주 방위군이 볼티모어에 투입되었다. 이는 1968년 마틴 루터 킹 암살 관련 폭동 이후 처음이었다. 시위대가 약탈과 방화를 저지르자, 시위대 202명이 체포되었다. 진압 경관 15명이 부상당했으며, 차량 144대와 건물 15채가 방화로 피해를 입었다.
4월 28일 볼티모어 오리올스의 야구 경기가 안전상의 이유로 연기되었다. 이는 2001년 9.11 이후 처음이었다. 버락 오바마 대통령이 시위대를 ‘범죄자’로 규정하며, 폭력적 시위를 규탄하였다. 4월 29일 관중 없는 야구 경기가 열렸다. 이는 메이저리그 145년 역사상 처음이었다.
4월 29일 미국 전역에서 항의 시위가 열렸다. 뉴욕 맨해튼 유니온 광장에서는 700명 이상, 워싱턴DC에서는 500여명, 보스턴에서 500여명, 미니애폴리스에서 700여명이 모여 시위를 벌였다.
4월 30일 워싱턴 포스트의 보도에 따르면, 밴에 동승했던 익명의 죄수가 ‘그레이가 경찰 밴 안에서 자해했다’고 증언했다. ABC뉴스가 검시관 조사 결과를 입수한 것에 바탕한 보도에 따르면, 그레이는 경찰 밴 안에서 머리를 박고 경추가 손상됐다. 반면 그레이의 변호인과 유족은 그레이가 스스로 자신의 척추를 손상시켰다는 주장을 믿을 수 없으며, 증거가 없는 발언에 불과하다고 일축했다.

## 기소 및 재판
2015년 5월 2일 메릴랜드주 검찰 메릴린 모스비의 주도 하에, 그레이의 체포 과정에 연루된 시저 굿슨 경관 등 경찰 6명을 2급 살인과 과실치사, 불법체포 등의 혐의로 기소하였다. 이는 유사한 흑인 살해 사건의 경찰들이 모두 대배심에서 정당방위를 인정받아 불기소 처분된 점에 비춰보았을 때, 매우 이례적이라 평가받았다.

## 같이 보기
- 마틴 루터 킹 주니어의 암살 ☞ 1968년 볼티모어 폭동
- 로드니 킹 ☞ 1992년 로스앤젤레스 폭동
- 트레이번 마틴 피살 사건
- 마이클 브라운 총격 사건 ☞ 2014년 퍼거슨 봉기
- 에릭 가너 피살 사건
- 프레디 그레이 사망 사건 ☞ 2015년 볼티모어 폭동
- 조지 플로이드 사망 사건 ☞ 조지 플로이드 사망 항의 시위